# 1. Mai 87
1. Mai 87 ist eine Deutschpunk-Band aus Erkelenz. Die Band, die sich nach den Ausschreitungen am 1. Mai 1987 in Kreuzberg benannte, will nach eigener Aussage kritisieren und zum Nachdenken anregen. Dementsprechend nahmen politische und sozialkritische Songs den größten Teil im Schaffen von 1. Mai 87 ein.

## Bandgeschichte
Im Herbst 1987 gründeten Stefan Pieck, Rudi Müller, Ralf Bossems und André Hoffmann in Erkelenz die Band. Sie waren durch Deutschpunkbands wie Slime und Razzia einerseits, aber auch die frühen Toten Hosen und Ärzte andererseits beeinflusst.
Der Name entstand auf Grund der Erlebnisse, die Pieck und Hoffmann am 1. Mai 1987 in Kreuzberg gemacht hatten. Die ersten Proben fanden im Cusanus-Gymnasium in Erkelenz statt, das alle Bandmitglieder besuchten. Da der Schulleitung die Lärmbelästigung aber zu groß wurde, begann die Band mit einer Serie von Umzügen, zuerst in eine Garage und später in einen selbst ausgehobenen Proberaum unter dem Elternhaus von Pieck. Weitere Räume wurden später in Köln bezogen, ab 1995 Heimat von 1. Mai 87.

### Wunsch ist Wunsch,Nackt durch Jülich
Als Hoffmann 1990 für einige Monate die Vereinigten Staaten besuchte, vertrat Markus Küpper ihn. Rudi Müller stieg wegen musikalischer Unstimmigkeiten aus und wurde durch Sven-Uwe Bange ersetzt. 1992 entstand im eigenen Proberaum das erste Demotape Wunsch ist Wunsch, das mit seiner guten Resonanz die Möglichkeit eröffnete, auch außerhalb des Erkelenzer Landes zu spielen. Die stark steigende Zahl von Konzerten bewog Bossems, aus der Band auszusteigen. Mit Oli Cords am Schlagzeug wurde 1993 das zweite Demotape Nackt durch Jülich eingespielt, von dem schließlich zwei Stücke auf dem ersten CD-Sampler des Selfkanter Labels Vitaminepillen Records landeten.

### Viecher im Leib
Trotz der räumlichen Distanzen zwischen den Mitgliedern (Köln, Düsseldorf, Erkelenz) festigte sich die Formation und nahm 1994 das erste Album Viecher im Leib bei Vitaminepillen Records auf. 1995 wurden weitere Samplerbeiträge aufgenommen und die gute Resonanz auf Viecher im Leib für einige Kurztouren genutzt. Im Dezember 1995 wurde das Live-Album Rastamannallematanzbeinschwingen während der Vitaminepillen-Labelparty in Neuss aufgenommen. 1995 stieß Oliver Berger zunächst als Keyboarder dazu. Wegen der hohen zeitlichen Belastung stieg Oli Cords 1996 aus und Berger übernahm das Schlagzeug.

### Fohlenwurst im Federkleid
Im Winter 1996/97 folgte eine Tour mit Knochenfabrik. Im selben Jahr wurde das Album Fohlenwurst im Federkleid in Eigenregie aufgenommen und vor knapp 10.000 Zuschauern im Rahmen der Kundgebung am 1. Mai zum zehnjährigen Jubiläum auf dem Mariannenplatz in Berlin-Kreuzberg präsentiert. Darauf zu hören ist auch der Rauchhaussong von Ton Steine Scherben, der zuvor auf dem Sampler Viva L'Anarchia (Tollshock Records) als Sequenzer-Version zu hören war. Zur Fohlenwurst gab es in limitierter Auflage selbst gebastelte und gestempelte Holzschuber.

### Wurzel
Da die Lieder der Zeit von 1987 bis etwa 1990 noch nicht auf CD erschienen waren, beschloss die Band mit „Knochen-Claus“ ADAT im eigenen Proberaum diese aufzunehmen und veröffentlichte 1998 letztmals auf Vitaminepillen Records das Album Wurzel. Gemastert wurde das Vinylalbum von Berger in den Hörspielstudios des Radios Deutsche Welle.

### Bollebummbasta
Da Vitaminepillen Records zuvor die Ragga-Punk-Techno Single BolleBummBasta nicht veröffentlichen wollten, nutzte die Band den Kontakt zu Tollshock Records in Berlin, die diese Single auf gelbem Vinyl veröffentlichten. In Berlin und England gab es Airplay und gute Resonanzen. BolleBummBasta, als Erinnerung an einen Supermarktbrand an der Skalitzer/Wiener Str. in Berlin-Kreuzberg am 1. Mai 1987, war eine der ersten deutschen Ragga/Dub-Produktionen. 1998 verließ Berger die Band.

### Rip Off
„Tuberkel Knuppertz“ kam als Schlagzeuger neu dazu und 1999 wurde beschlossen, die Band wegen „Abnutzungserscheinungen“ aufzulösen und auf Tollshock Records noch eine Abschieds-CD mit dem Titel Rip Off zu veröffentlichen. Die Abschiedstour zur CD begann im März 2000 und endete zuerst in Berlin am 1. Mai 2000 und endgültig mit dem Auflösungskonzert am 6. Mai in Köln.
Bange und Pieck spielen jetzt unter anderem bei 2LHUD.

### Neugründung 2023
Anfang 2023 reformierte sich die Band.

## Diskografie
- 1994: Viecher im Leib (Vitaminepillen Records)
- 1996: Rastamannallematanzbeinschwingen (Vitaminepillen Records)
- 1997: Fohlenwurst im Federkleid (Vitaminepillen Records)
- 1998: Wurzel (Vitaminepillen Records)
- 2000: Rip Off (TollShock)